# Isla Panagiá
La isla Panagiá (Παναγιά Panagia, en griego "Santísima" -en referencia a la Virgen María-) es un islote de Paxoí, Islas Jónicas, Grecia. Está situado enfrente de Gáios, capital de Paxoí, y junto al cercano islote de Agíos Nikolaos (Αγίος Νικολάος -"San Nicolás"-) ayuda a proteger su puerto.
Aunque en la actualidad la isla se halla deshabitada, en ella se encuentra el Monasterio de Panagia (Μονή Παναγιάς). En él se celebra el 15 de mayo la fiesta de la Virgen.